# Black Market Blues e.p.
『Black Market Blues e.p.』（ブラックマーケットブルーズ イーピー）は、日本のロックバンド、9mm Parabellum Bulletの2枚目のEP。2009年6月3日発売。

## 解説
バンド初のセルフ・プロデュース作品である。
表題曲の「Black Market Blues」を携えて、『ミュージックステーション』（テレビ朝日・2009年6月5日）に初出演。番組内でのランキングは9位。
なお、歌詞カードのプロフィールにて菅原は｢ボーカル/ギター/マラカス｣と表記されている。

## 収録曲
1. Black Market Blues
（作詞：菅原卓郎　作曲：滝善充）
『act I』のリリースを記念して行った「フリーライヴ」にて初披露され、その様子はact IIに収録されている。
2. Live Track From "Free Live" 09.04.01 At Yoyogi Park
フリーライヴの音源をMC含めてノーカットで約50分収録。曲目は以下のとおり。
  1. Vampiregirl
  2. Trigger
  3. Keyword
  4. Wanderland
  5. Living Dying Message
  6. The World
  7. Black Market Blues
  8. Supernova
  9. Termination
  10. Talking Machine
  11. We are Innocent
  12. Discommunication